# Orkiestra Nazaretu
Orkiestra Nazaretu (hebr. תזמורת נצרת) – arabska orkiestra symfoniczna z siedzibą w mieście Nazaret na północy Izraela.

## Historia
Orkiestra Nazaretu została założona w 1991 roku przez muzykologa i dyrygenta Suheil Radwan.

## Działalność
Celem działalności orkiestry jest propagowanie arabskiej muzyki Bliskiego Wschodu, pogłębianie wiedzy o tradycyjnej muzyce ludowej regionu oraz promowanie muzyków, solistów i kompozytorów. Orkiestra regularnie koncertuje w Nazarecie i Petach Tikwa. Występowała także na międzynarodowych festiwalach w Nowym Jorku, Maroku i Kenii.

## Dyrygenci
Dyrygentem orkiestry jest dr Nizar Radwan, a dyrektorem artystycznym jest Eli Greenfeld.